# Comandante in capo per il Mediterraneo
CECMED, acronimo di Comandante in Capo per il Mediterraneo (francese: Commandant en chef pour la Méditerranée) è l'ufficiale comandante delle Forze armate francesi responsabile dell'arrondissement marittimo del Mediterraneo con sede a Tolone.

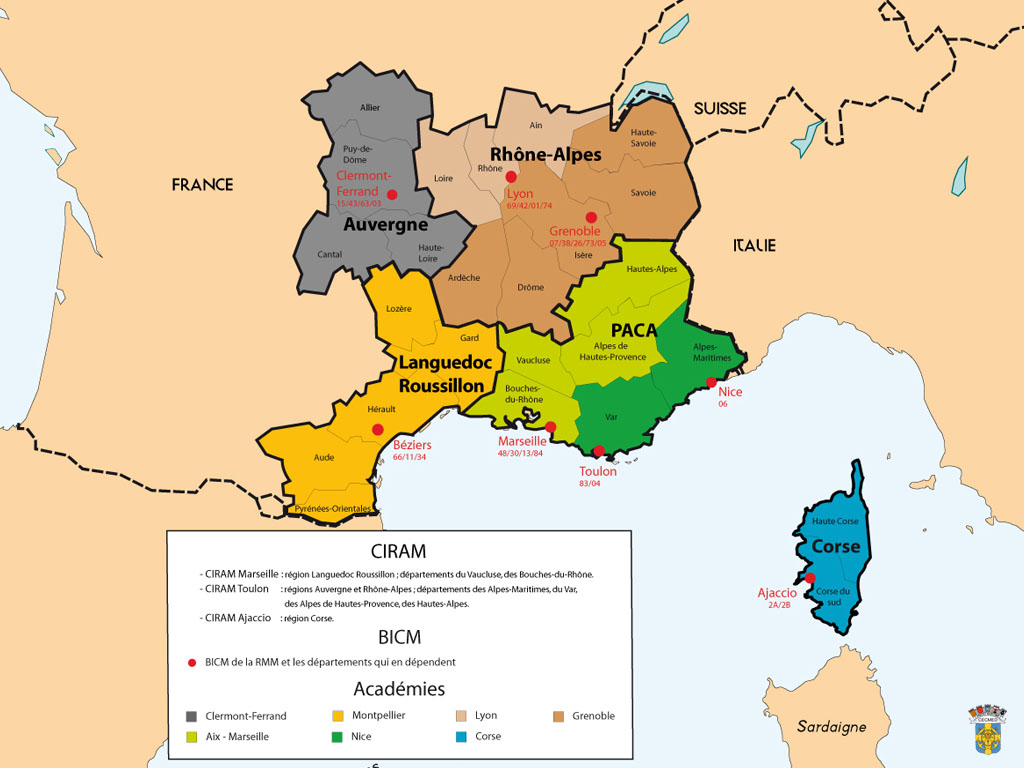
Regione marittima del Mediterraneo

Il comando è abitualmente retto da un ammiraglio della Marine nationale che combina tre funzioni distinte:
- Comandante marittimo del Mediterraneo, che ha in tale funzione il comando della squadra navale del Mediterraneo;
- Comandante interforze delle risorse militari dispiegate nel Mediterraneo;
- Prefetto marittimo per il Mediterraneo, con funzioni di polizia amministrativa

## Comando marittimo del Mediterraneo
Il Comando marittimo del Mediterraneo è retto da un ammiraglio che opera alle dipendenze del Capo di Stato Maggiore della Marina, che ha il comando della squadra navale del Mediterraneo che è l'erede storica della Flotta del Levante che ha operato tra il 1689 e il 1792 nella Marine Royale. Nella regione marittima di competenza si trovano la base navale di Tolone con la sua sezione antinquinamento e i comandi marittimi (COMAR) di Marsiglia e Ajaccio.

## Comando interforze del Mediterraneo
Il Comandante in capo per il Mediterraneo a livello interforze è alle dipendenze del Capo di Stato Maggiore delle Forze Armate ed è responsabile del controllo operativo delle forze schierate nel Mediterraneo.

## Prefettura marittima del Mediterraneo
La funzione di Prefetto marittimo per il Mediterraneo è affidata con decreto all'ammiraglio comandante la zona del mar Mediterraneo.